# روضة التسليم
روضة التسليم كتاب من تأليف نصير الدين الطوسي (ت 672 هـ) يعتمد في أساسه على الكلمات التي ألقاها الطوسي في آلموت في إيران وهو يكرر التعاليم الإسماعيلية النزارية في آلموت ضمن إطار مترابط. وقد جمع الشاعر والداعي الإسماعيلي المشهور في فترة آلموت حسن الصلاح المنشي هذه المحاضرات ووضعها على شكل كتاب. ويحتوي الكتاب على 27 فصلاً تدعى التصورات، تعالج مجموعة متنوعة من المواضيع مثل «الخالق والكون» «طبيعة الوجود البشري» و«الأخلاق والعلاقات الإنسانية» والدين والعلم الأخروي والنبوة والإمامة. بالإضافة إلى ذلك هنالك مجموعة من المقاطع حول طيف من «المعارف الإنسانية» و«طبيعة اللغة» و«الأشكال المختلفة للعبادة» وسمو النفس من المادة إلى الروح.